# Maybach Exelero
Maybach Exelero — суперкар марки Maybach.

## История создания автомобиля
Автомобиль был разработан в 2005 году вместе с производителем шин Fulda для использования высокоскоростных шин и основывался на платформе лимузина Maybach 57. Это не первый случай, когда Fulda объединился с брендом Maybach, и не первый раз, когда производитель шин обзаводился моделью для их демонстрации.
В 2005 году Fulda разработала шину целиком новой конструкции, и компания захотела для их демонстрации получить уникальный шоу-кар. Было принято решение объединить усилия с DaimlerChrysler, также к проектированию были привлечены студенты Политехнического колледжа города Пфорцхайма.  Один из них представил идею разделить кузов на два цвета, другой нарисовал корму в стиле небольшого судна и так далее. 
Это было не первое привлечение студентов к разработке: в середине 1990-х годов студенты колледжа создали грузовик для демонстрации шин Fulda. 
Изготовила автомобиль итальянская компания Stola в Турине, и в мае 2005 года он был продемонстрирован.

## Дизайн
Заказчик выдвигал не много условий относительно внешнего вида, но существовали определенные требования к салону: в списке обязательных материалов значились натуральная кожа, неопрен, алюминий, полированный углепластик, всё в черном и красном цветах, всё глянцевое.
Пропорции кузова, агрессивные кривые придали автомобилю намеренно устрашающую внешность. Электролюминесцентные циферблаты имеют футуристический вид, при этом остальные элементы интерьера довольно сдержаны. Салон автомобиля вмещает только двух человек.

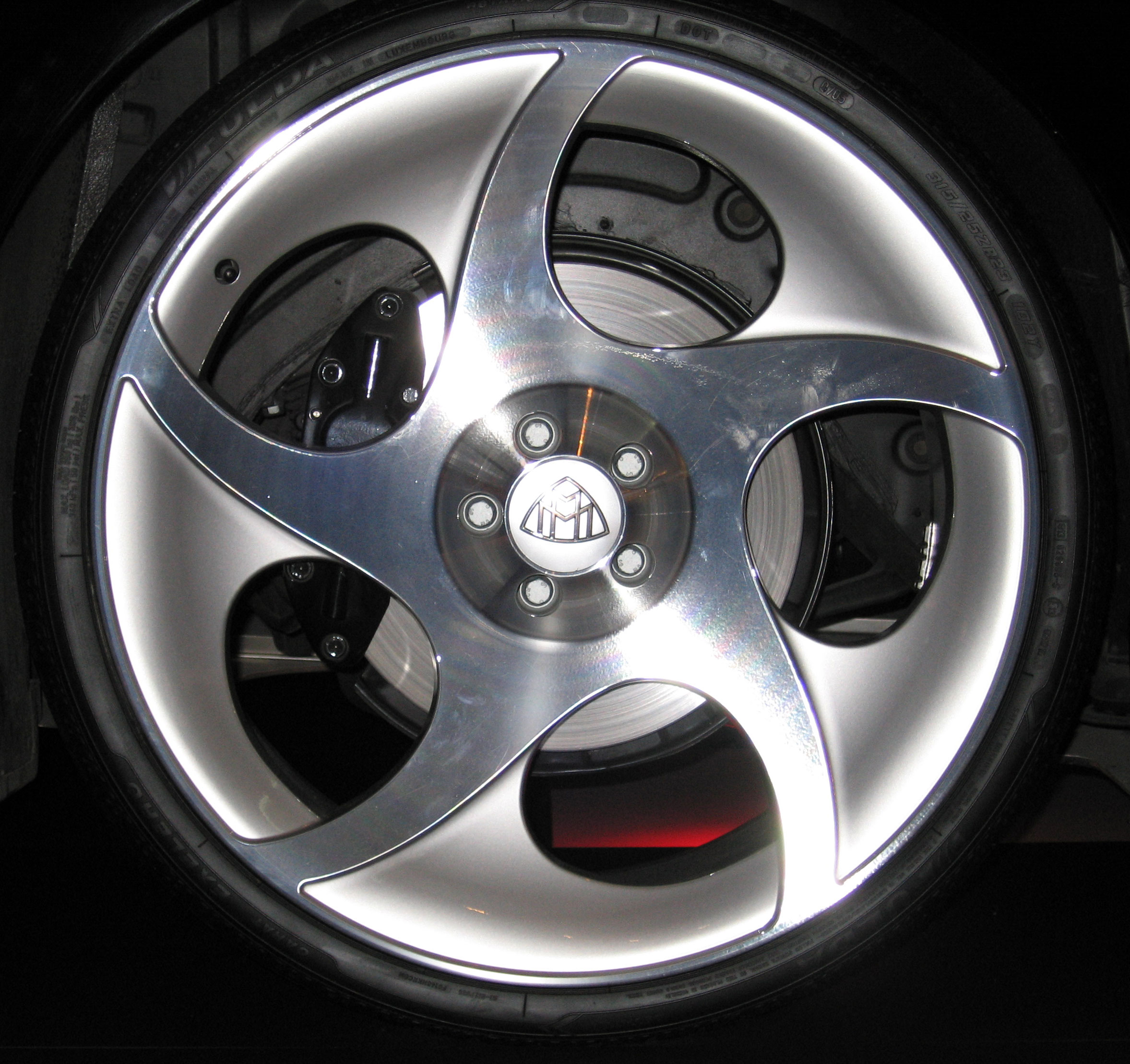
Шина и колесо Exelero

## Интересные факты
- Шины Fulda, для демонстрации которых создавался Exelero 3, могут выдерживать скорости свыше 370 км/ч.
- Выпуск отработавших газов осуществляется через пороги. Подобное решение применялось также в AC Cobra и Dodge Viper.
- Максимальная скорость — 351 км/ч
- Разгон до 100 км/ч — 4,4 с

## Галерея

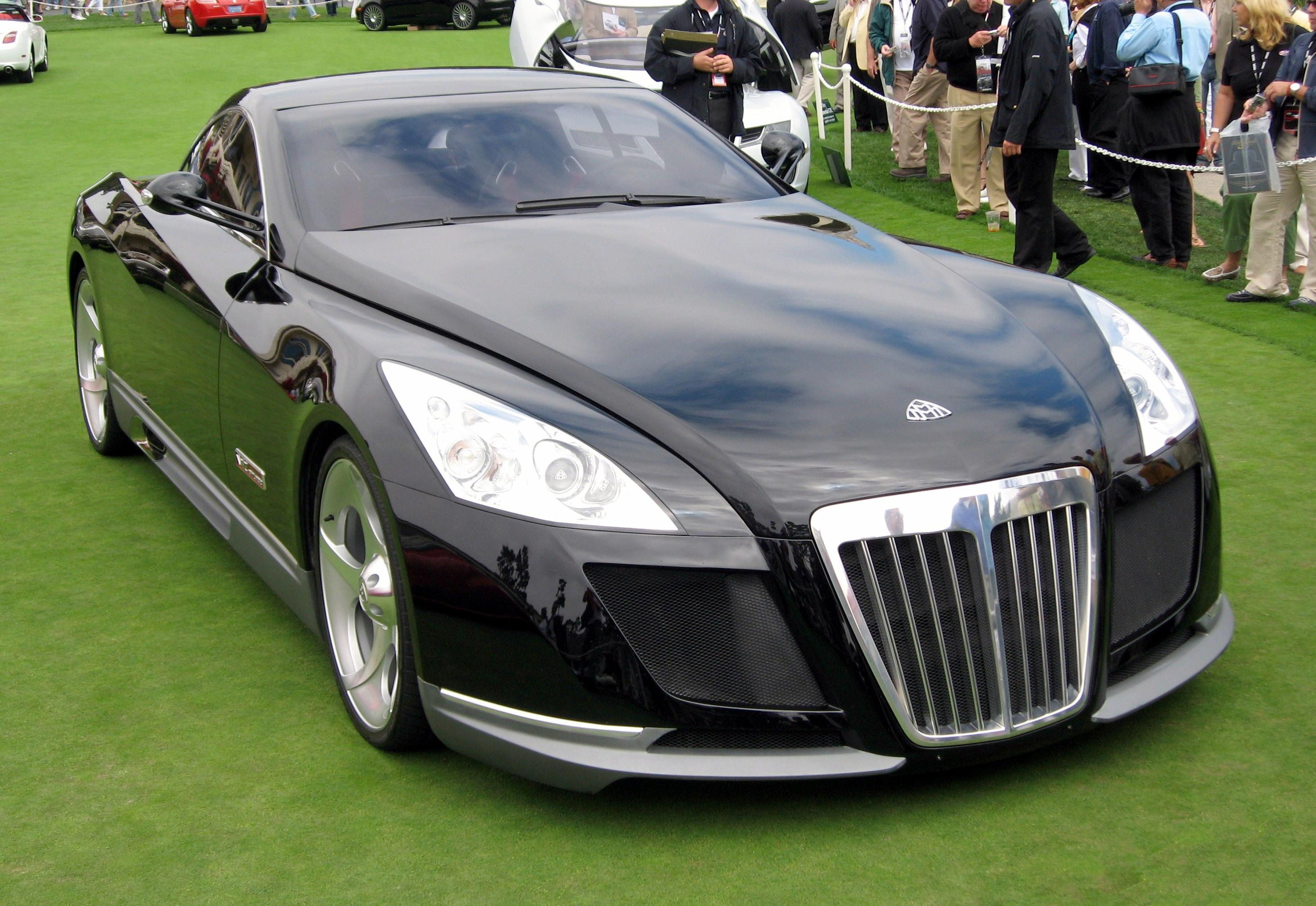
Maybach Exelero
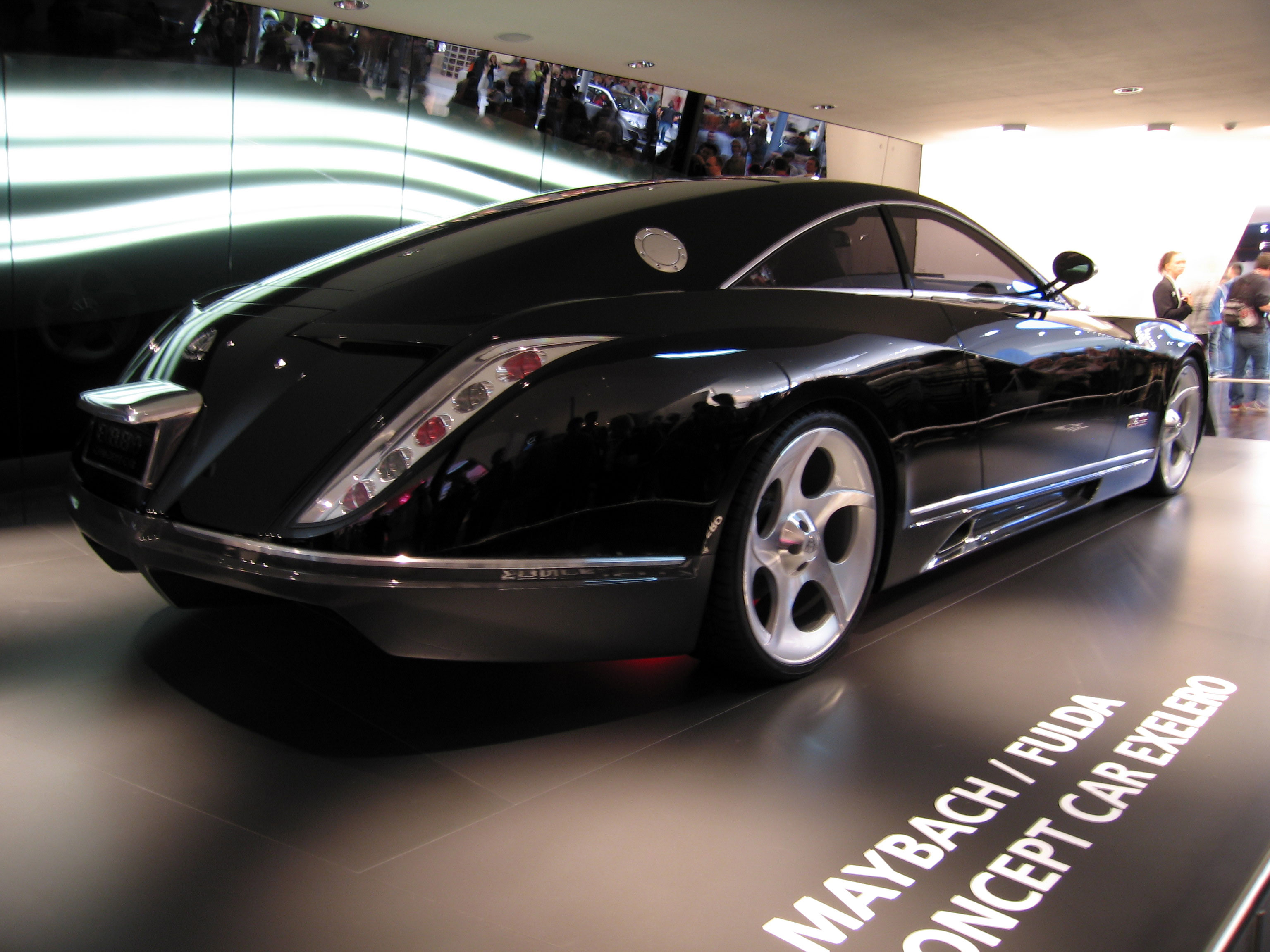
Maybach Exelero